# Murallas de Carlos III

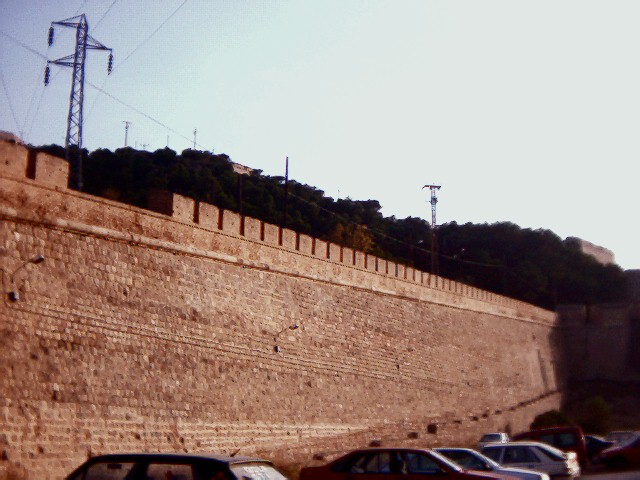
Sector de la muralla de Carlos III que rodea el Arsenal.

Las murallas de Carlos III son el último cinturón defensivo que se construyó a la ciudad de Cartagena (Murcia) en España, y que se conservan parcialmente.

## Antecedentes
Debido a su condición de plaza fuerte, desde sus orígenes, Cartagena ha contado con murallas para la defensa de la ciudad.
Los vestigios más antiguos del amurallamiento de la ciudad son del s.III a. C. y se pueden ver en el Centro de interpretación de la Muralla Púnica.
La ciudad fue reamurallada en época romana. Posteriormente durante la dominación bizantina de la ciudad, en tiempos del emperador bizantino Mauricio se construyó una nueva muralla y se colocó sobre la entrada de la misma la lápida de Comenciolo.
Viendo que en el siglo XVI la ciudad estaba desguarnecida, el rey Felipe II ordenó fortificarla al duque Vespasiano I Gonzaga, el cual encargó las obras al ingeniero Juan Bautista Antonelli, quien realizó unas obras de muy deficiente factura que se arruinaron muy poco tiempo después de construirse. Vespasiano de Gonzaga además aprovechó para llevarse numerosas esculturas romanas que aparecieron durante las obras.

## La construcción de la muralla de Carlos III
En 1766, el rey Carlos III, viendo el estado de indefensión en que se encontraba un enclave militar tan importante, capital del departamento marítimo del Mediterráneo, manda edificar la última muralla de Cartagena.
Se encargaron las obras de esta muralla al ingeniero militar Mateo Vodopich quien, junto con el también ingeniero militar Sebastián Feringán, fueron los encargados de realizar varias obras militares en la ciudad que la convirtieron casi en inexpugnable.
La muralla de Carlos III rodeaba la totalidad del casco antiguo de la ciudad y contaba con tres monumentales puertas: las de Madrid (al final de la calle del Carmen), las de San José (en la calle San Diego) y las de Santa Catalina (o del Muelle).

## La muralla de Carlos III hoy día

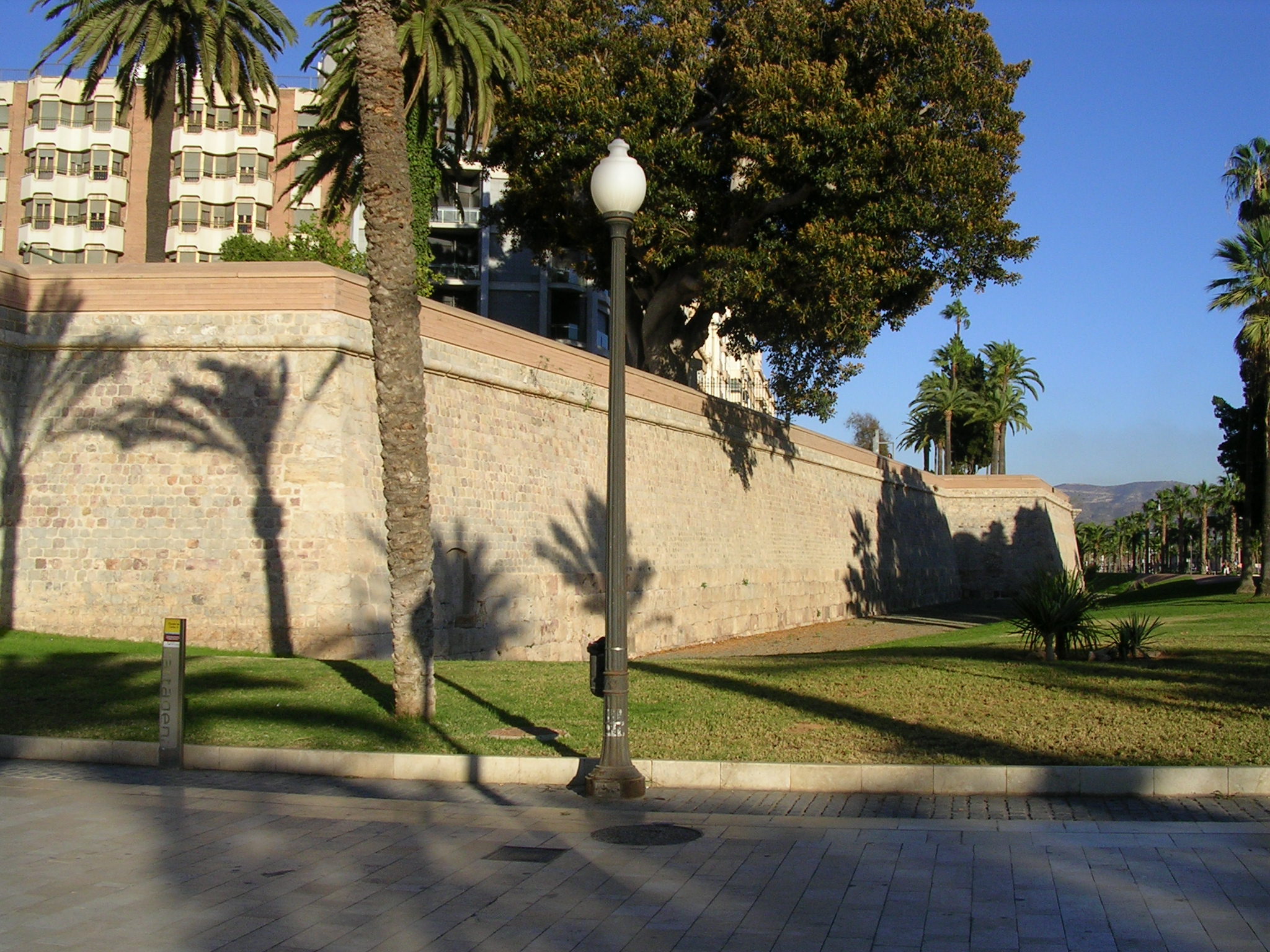
Muralla del mar.

La muralla se conserva parcialmente. 
A comienzos del siglo XX, la ciudad que está en plena expansión económica y demográfica demanda la eliminación del cinturón de murallas que rodean la ciudad. Se decide eliminar gran parte de la muralla, aproximadamente la mitad de su perímetro, con lo que Cartagena se abre hacia el interior sin esta monumental construcción defensiva. 
Desgraciadamente también en este momento se derriban sus monumentales puertas. La puerta de San José fue desmontada y sus piezas enviadas al almacén municipal. De forma inexplicable, las piedras fueron desapareciendo con el tiempo. Durante el gobierno del alcalde Antonio Vallejo Alberola hubo un proyecto de reconstrucción de las puertas con los materiales que se conservaban, proyecto que nunca llegó a realizarse.
En la actualidad se conservan la totalidad de los lienzos de muralla denominados Muralla del Mar, un amplio lienzo de la Muralla de Tierra y todo el sector de muralla que rodeaba el arsenal militar y que llegaba hasta el castillo de Galeras, este tramo es el mejor conservado, ya que se mantienen incluso las almenas originales. 
De las Puertas de San José se conservan dos bóvedas aledañas que acogen la oficina municipal de turismo y el cuerpo de guardia, integrado en el Centro de Interpretación de la Muralla Púnica.

### Restauración y críticas a la misma
En los años 90 se procedió a la restauración de la muralla con criterios bastante diversos. El sector de la muralla en el Hospital de Marina (hoy campus de la UPCT) se restauró siguiendo criterios fundamentados en la Ley de Patrimonio de 1986, con materiales originales, por la arqueóloga Blanca Roldán y Federico Santaella, especialista en fortificaciones militares. A Santaella también se le encomendaría unos años después la restauración de la poterna de ese lienzo de la muralla, lugar por el que desde el mar se desembarcaban a heridos y enfermos de las naves al interior del Hospital.
El sector de la Muralla del Mar se restauró incluyendo un coronamiento de tipo vanguardista en hormigón rojo, proyecto del arquitecto Torres Nadal, que fue causa de polémica en los sectores conservacionistas de la ciudad. Esta restauración fue recurrida judicialmente y el juez determinó la ilegalidad de la restauración y la obligación de desmontarlo, sentencia que estuvo recurrida y que, al final, ante el Tribunal Supremo y sin posibilidad de apelación, ganó AFORCA (Asociación de Fortalezas y Castillos, de Cartagena), aunque aún no se ha cumplido. 
Por último la restauración del sector de la Cuesta del Batel también fue criticada por los sectores conservacionistas de la ciudad, debido a que en este sector la obra de coronamiento se hizo con cemento pintado, en vez de usar materiales similares a los preexistentes (al contrario de como se había hecho en el sector del Hospital), contraviniendo las pautas de la Ley de Patrimonio en cuanto a restauraciones.[cita requerida]